# Katarzyna Borowicz
Katarzyna Borowicz (Ostrów Wielkopolski, 28 giugno 1985) è una modella polacca, vincitrice del concorso di bellezza Miss Polonia nel 2004.
Ha in seguito rappresentato la Polonia a Miss Mondo 2004, Miss Terra 2005 e Miss Europa 2006. Da maggio 2007 lavora per una rete televisiva polacca Lech Poznań, dove conduce un proprio show intitolato Babskim okiem (Dal punto di vista di una donna).
In occasione di Miss Mondo, la Borowicz si è classificata al quarto posto ed ha vinto il titolo di Regian continentale d'Europa. In occasione di Miss Terra, invece si è classificata al terzo posto, ottenendo conseguentemente il titolo di Miss Acqua, ed ottenendo il miglior piazzamento mai avuto dalla Polonia nella storia di Miss Terra. La Borowicz ha anche ottenuto un quarto posto a Miss Europa.